# Stazione di Ponzano Magra
Stazione di Ponzano Magra vasútállomás Olaszországban, Santo Stefano di Magra településen.

## Vasútvonalak
Az állomást az alábbi vasútvonalak érintik:
- Santo Stefano di Magra–Sarzana-vasútvonal

## Kapcsolódó állomások
A vasútállomáshoz az alábbi állomások vannak a legközelebb:
- Stazione di Sarzana (Stazione di Sarzana, Santo Stefano di Magra–Sarzana-vasútvonal)
- Stazione di Santo Stefano di Magra (Stazione di Santo Stefano di Magra, Santo Stefano di Magra–Sarzana-vasútvonal)